# Нова Курба
Нова Курба (рос. Новая Курба) — село Заіграєвського району, Бурятії Росії. Входить до складу Сільського поселення Курбінське.
Населення — 484 особи (2015 рік).